# Aïn Fezza
Aïn Fezza (în arabă عين فزة) este o comună din provincia Tlemcen, Algeria.
Populația comunei este de 11.053 de locuitori (2008).